# 属人化
属人化（ぞくじんか）は、ある事象や組織において業務が特定の個人に依存し成り立っている状態である。主にビジネスシーンにおいて使われる。

## 概要
業務がある特定の人物の能力や経験によって成り立っている場合、それが極度に進行すると、その個人が退職などで不在になった場合、業務の円滑な進行が困難となりやすい。属人化が問題となるのは個人事業主ではなく組織である。組織ではこうした属人化を解消し、業務の継続性と効率化を担保する必要がある。属人化は短期的には効率性を発揮する場合もあるが、中長期に見ればほとんどが非効率を招くことが多い。属人化は、特定の個人に過度な負担が集中し、長時間労働につながる可能性があるほか、限られた人しか内容を把握していないため、ミスやトラブルの発見や対応の遅れの原因ともなりうる。さらには業務の成果を評価できる人がいないという状況が生じる。結果、サービスの品質を一貫して担保することが困難となる。

## 原因
属人化が進行する原因には、コミュニケーション不足や情報の非公開やがあげられる。情報が特定の個人に集中し、他の要員がそれらの情報を活用できない状況が生じることで、属人化が進行する。コミュニケーション不足も同様である。人手不足も大きな要因となる。また、「自分だけがその業務が行うことができる」という職務上の地位やメンツを守ろうとする社員によって属人化が惹起される場合もあるが、こうしたケースではほとんど、実際はさほど専門性のある業務でないことが多く、それなりの知識を持った別の社員が代替することで一気に解消されることもある。リモートワークも要因となりうる。

## 解消法
属人化の解消方法として最も有効な手段は、マニュアル化や業務の標準化である。その前提として組織やチームにおいて情報共有を大切にする文化が醸成されていることが重要である。個人がもつ知識やスキル、言い換えると「暗黙知」を「形式知」として共有し、組織全体でより高いレベルの知識を産出すことをナレッジマネジメントと呼び、組織の俗人化防止では必要である。業務時間内にドキュメント作成の時間を十分に確保できるような業務の割り当てが必要である。 また、既成事実や決定事項だけを文書化するだけではなく、その背景をも合わせて共有することで、社員はその事柄の重要性と理由を知ることが可能になる。これらにより、業務の知識や手順を共有し、誰でも同じ品質の業務の実行が可能となる。さらに業務の標準化により、業務プロセスの明確化がなされ、効率的な業務遂行が可能となる。その他、スキルの共有及び教育・研修などにより、複数人が同様の業務の遂行が可能となる。結果的に、個人の能力や経験に依存しない組織やチームの形成の形成が促され、業務の継続性が担保される。
ただし、真に専門性が高度な業務の場合、複数社員への教育コストが問題となり、特定の技術や知見を持つ人しかできない業務を維持することがかえって経営的に効率的な状況もありえる。この場合、もしその担当者が退職する場合には、同様のスキルを持つ人を雇用することが解決策の一つとなる。